# Sopravento
In nautica si definisce sopravento, o sopravvento, la zona da cui, rispetto a un dato punto di riferimento (p. e., l'asse di una barca), spira il vento. 
Il concetto opposto, nella terminologia nautica, è definito sottovento.

## Ambito di diffusione e individuazione del lato di sopravento
Il termine è utilizzato prevalentemente nelle barche a vela, dove è importante stabilire qual è il lato di sopravento per regolare di conseguenza la posizione dell'equipaggio.
Operativamente, si può dire che il lato di sopravento è, salvo che nell'andatura di poppa piena e controvento, quello opposto al boma della randa. Ove non sia presente tale tipo di attrezzatura, il lato di sopravento è quello colpito per primo dal vento. In poppa piena non esiste un vero e proprio lato di sopravento, poiché è la poppa a essere colpita per prima dal vento; tuttavia, è comunque possibile stabilire se una barca si trova sopravento rispetto a un'altra: se la prima si trova nella zona di sopravento della seconda, essa è sopravento.

## Diritto di rotta legato al concetto di sopravento
Fondamentale è la conoscenza del concetto di sopravento nell'ambito del diritto di rotta e in particolare del regolamento di regata. Secondo le vigenti regole in materia di diritto di rotta e 
prevenzione degli abbordi, tra imbarcazioni con il medesimo sistema di propulsione che navigano sulle stesse mura, l'imbarcazione che naviga sopravento deve lasciare spazio (in gergo "dare acqua") all'altra. Stesse regole valgono nel regolamento internazionale di regata, pubblicato quadriennalmente dall'ISAF, a cui si rimanda per una trattazione più completa.